# Bjorsjön
Bjorsjön är en sjö i Mora kommun i Dalarna och ingår i Dalälvens huvudavrinningsområde. Sjön har en area på 0,896 kvadratkilometer och ligger 451,1 meter över havet. Sjön avvattnas av vattendraget Bjorvasseln. Vid provfiske har abborre, gädda, lake och mört fångats i sjön.

## Delavrinningsområde
Bjorsjön ingår i det delavrinningsområde (676588-138414) som SMHI kallar för Ovan Gillerbäck. Medelhöjden är 451 meter över havet och ytan är 28,25 kvadratkilometer. Det finns inga avrinningsområden uppströms utan avrinningsområdet är högsta punkten. Bjorvasseln som avvattnar avrinningsområdet har biflödesordning 4, vilket innebär att vattnet flödar genom totalt 4 vattendrag innan det når havet efter 395 kilometer. Avrinningsområdet består mestadels av skog (63 procent) och sankmarker (28 procent). Avrinningsområdet har 0,99 kvadratkilometer vattenytor vilket ger det en sjöprocent på 3,5 procent.